# Кашкантениз (озеро)
Кашкантениз — бессточное озеро (солончак) к западу от озера Балхаш. Находится на территории Мойынкумского района Жамбылской области Казахстана. Было соединено с заливом Кашкантениз. Площадь 18,5 км² (меняется в зависимости от интенсивности осадков). Длина 22,5 км, ширина 4,3 км, глубина 1,4 м. Вода соленая, побережье топкое, солончаковое.